# Steven Lysak
Pour les articles homonymes, voir Lyssak (homonymie).
Steven Lysak, né le 7 août 1912 à Newark (New Jersey) et mort le 30 juillet 2002 à Yonkers, est un céiste américain pratiquant la course en ligne.

## Palmarès

### Jeux olympiques (course en ligne)
- 1948 à Londres
  -  Médaille d'or en C-2 10 000 m
- 1948 à Londres
  -  Médaille d'argent en C-2 1 000 m [1]